# PDP-1

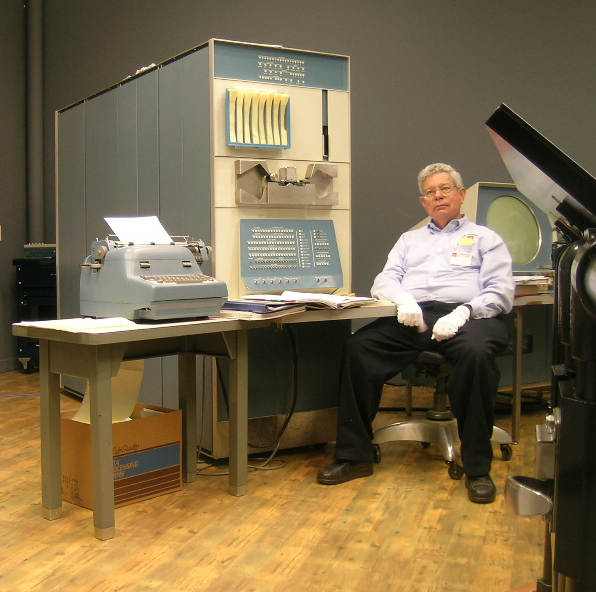
컴퓨터 역사 박물관의 PDP-1. 《스페이스워!》의 개발자 스티브 러셀이 옆에 있다.

PDP-1(Programmed Data Processor-1)은 디지털 이큅먼트 코퍼레이션의 PDP 시리즈의 첫 컴퓨터로서 1959년 처음 생산되었다. MIT, BBN 등에서 해커 문화를 창조하는데 가장 중요한 컴퓨터로 알려져 있다. 또, PDP-1은 미니컴퓨터에서 스티브 러셀의 《스페이스워!》라는 역사적 최초의 게임을 플레이한 오리지널 하드웨어이기도 했다.

## 역사
PDP-1의 설계는 선구적인 TX-0 컴퓨터에 기반을 두며, MIT 링컨 연구소에서 설계, 개발되었다. 벤자민 걸리(Benjamin Gurley)는 이 프로젝트를 주도한 엔지니어였다.

## 같이 보기
- 컴퓨터의 역사
- 컴퓨터 과학의 역사
- 스페이스워!